# الکساندر آژا
الکساندر ژوان آرکادی، شناخته شده با نام الکساندر آژا (فرانسوی: Alexandre Aja‎؛ زادهٔ ۷ اوت ۱۹۷۷) فیلم‌نامه‌نویس، تهیه‌کننده و کارگردان فرانسوی که به خاطر ساخت فیلم‌های متعدد در ژانر وحشت شهرت دارد. نام خانوادگی مستعار وی از حرف اولیه هر یک از سه قسمت نام واقعی وی تشکیل شده‌است. وی در پاریس متولد شد. پدرش الکساندر آرکادی کارگردان یهودی فرانسوی و مادرش ماری جو جوآن منتقد سینمای فرانسه هستند.

## فیلم‌شناسی
- فوریا (۱۹۹۹)
- تنش بالا (۲۰۰۳)
- تپه‌ها چشم دارند (۲۰۰۶)
- آینه‌ها (۲۰۰۸)
- پیرانا سه‌بعدی (۲۰۱۰)
- شاخ‌ها (۲۰۱۳)
- اکسیژن (۲۰۲۱)